# Інес Рамірес Перес
Інес Рамірес Перес (ісп. Inés Ramírez Pérez; народ. 1960) — мексиканська жінка, що зробила сама собі кесарів розтин і народила здорову дитину.

## Біографія
Народилась у 1960 році в мексиканському штаті Оахака, походить із селян, що проживають у Мексиці, представниця народності сапотеків, розмовляє мовою цього народу і трохи іспанською. Прославилась на весь світ після того, як в 2000 році кухонним ножем зробила собі кесаревий розтин, при цьому вижила сама і зберегла життя своєму сину — Орландо Руїса Раміреса.